# Carolina Kostner

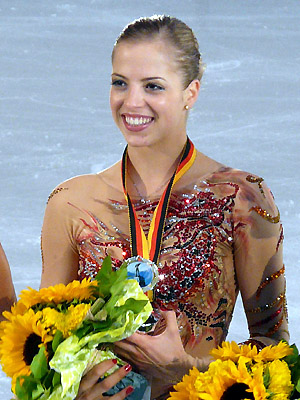
Carolina Kostner 2007-ben

Carolina Kostner (Bolzano, 1987. február 8.) olasz műkorcsolyázó. A 2008-as műkorcsolya világbajnokság ezüstérmet nyert, és 2012-ben aranyérmes lett. Ötszörös Európa-bajnok (2007, 2008, 2010, 2012, 2013), a 2007–2008 és a 2008–2009 Grand Prix döntők bronzérmese.

## Élete
Carolina Kostner Bolzanóban született 1987. február 8-án. Édesanyja, Patrizia, az 1970-es években műkorcsolyázott, édesapja, Erwin Kostner jégkorong játékos volt, ma edző. Két fiútestvére van, akik hokijátékosok Németországban. Isolde Kostner unokatestvére és keresztlánya, aki a 2002-es téli olimpián alpesisí számban ezüstérmes lett.
Carolina öt nyelven beszél folyékonyan: angolul, rétorománul, németül, olaszul és franciául. 2007 őszén beiratkozott a Torinói Egyetemre.
Carolina Olaszországban igazi sztár, a paparazzók egyik kedvelt célpontja.
2003 és 2005 között Stéphane Lambiellel járt, szakításuk azzal indokolták, hogy a rajongóik nem kedvelték őket együtt. Jelenlegi párja Alex Schwazer, aki a pekingi Olimpián aranyérmet nyert 50 km-s gyaloglásban.

## Karrier
Négyévesen kezdett el korcsolyázni. Amikor a szülővárosában a jégcsarnok bezárt (2001), úgy döntött, Oberstdorfba költözik, hogy Michael Huth legyen az edzője. Oberstdorf négy órányira van Bolzanótól. A 2002/2003-as szezonban mutatkozott be a nagyok között, a 2003-as Európa-bajnokságon, ahol negyedik lett. Nem sokkal később, a 2003-as junior vb-n bronzérmes lett, így ő az első olasz korcsolyázó, aki a junior vb-n érmet nyert.
A 2003/2004-es szezonban az Eb-n és a vb-n is ötödik lett.
A következő szezonban a torinói Eb-n hetedik lett, de egy hónappal később, a moszkvai vb-n maga mögé utasította Michelle Kwant, és megnyerte a bronzérmet.
A 2005/2006-os szezon sikereket és balszerencsét is hozott neki. Az Eb-n bronzérmet nyert, és a hazai rendezésű torinói téli olimpián ő vihette az olasz zászlót a megnyitó ünnepségen. Sajnos nem tudott megfelelni az elvárásoknak (dobogós helyezést, sőt többen az aranyérmet várták tőle), végül a 9. helyen végzett. A következő hónapban, a vb-n 12. lett.

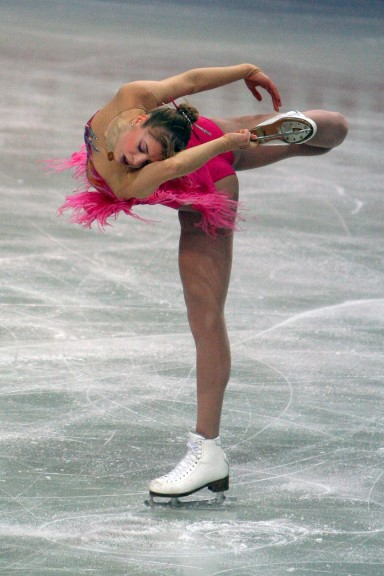
Carolina a 2007-es Eb-n

A 2006/2007-es szezonban kihagyta a Grand Prix versenyeket sérülés miatt. Megnyerte az olasz bajnokságot, és élete első aranyérmét a 2007-es Európa-bajnokságon. A vb-n javított előző évi helyezésén, 6. helyen végzett.
A következő szezonban először nyert érmet mindkét Grand Prix versenyén: a Cup of China versenyen 3. lett, az NHK-n pedig nyerni tudott, így kvalifikálta magát a döntőbe, ahol bronzérmes lett. A 2008-as Európa-bajnokságon megvédte címét, és ismét bajnok lett. A vb-n megnyerte a rövidprogramot, viszont a kűrben csak harmadik lett, így összesítettben ezüstérmet nyert. A versenyt a japán Mao Asada nyerte.
A 2008/2009-es szezon nehezen indult neki, az első Grand Prix versenyén negyedik lett (Skate Canada), de az Cup of Russia-t megnyerte, így ismét ott tudott lenni a döntőn, ahol bronzérmet nyert. A 2009-es Európa-bajnokságon 2. lett a finn Laura Lepistö mögött, a Los Angeles-i világbajnokságon pedig 12. helyen végzett, miután a kűrjében egyetlen tiszta tripla ugrást sikerült csak bemutatnia.
A 2009/2010-es szezonban két Grand Prix versenyre kapott meghívást, a Trophée Eric Bompardra és a Cup of China-ra. Mindkét versenyen 6. lett. Az olasz bajnokságban csak második lett, megelőzte őt Valentina Marchei. A 2010-es Európa-bajnokságon a rövidprogramjában nem hibázott, viszont a kűrjében elesett, de így is sikerült nyernie. A vancouveri téli olimpián a rövid programot követően a 7. helyen állt, de a kűrjében rengeteget rontott, és visszacsúszott a 16. helyre. A szezont a 2010-es műkorcsolya és jégtánc világbajnokság zárta, amit Torinóban rendeztek. A rövidprogram után a negyedik helyen állt, a kűr után visszacsúszott a 6. helyre.
A 2010/2011-es szezonban két Grand Prix versenyre kapott meghívást, az NHK Trophy-ra és a Skate America-ra. Az NHK Trophy-t Nagoyában rendezték. Carolina a rövid programot követően az első helyen állt, a kűrben a második helyen végzett, de összesítésben nyerni tudott. Az Skate America versenyre Portlandben került sor. Kostner a rövid program után az első helyen állt, de csak a 6. legjobb kűrt tudta futni. Összesítésben a 3. helyen végzett a versenyen. 2 év után ismét kvalifikálni tudta magát a decemberi Grand Prix döntőre, ahol legjobb eredményét érte el, ezüstérmes lett. Egy héttel később megnyerte az olasz bajnokságot, a 6. alkalommal. A 2011-es Európa-bajnokságnak Bern adott otthont. Carolina a rövid program után a 6. helyen állt, de a kűrben javítani tudott, és végül ezüstérmet nyert. A szezon utolsó versenyére, a világbajnokságra április végén került sor, Moszkvában. Carolina a rövid programot követően a hatodik helyen állt. A kűrben javítani tudott, és akárcsak hat évvel azelőtt, ez alkalommal is bronzérmet nyert az orosz fővárosban.

## Edzőváltás
2009 júniusában otthagyta régi edzőjét, Michael Huthot. Kaliforniába költözött, új edzői Frank Caroll és Christa Fassi. Koreográfusa továbbra is Lori Nichol.
A 2009/2010-es szezon közepén otthagyta Frank Caroll-t, hogy Christa Fassival és Eduardo de Bernardis-val eddzen.
2010 júliusában a német média közlése szerint Carolina visszatért Oberstdorfba korábbi edzőjéhez, Michael Huthhoz.

## Korcsolyázási technikája
Carolina tud tripla-tripla kombinációt ugrani, gyakrabban a tripla Flip-tripla Toeloopot, de ugrotta már a dupla Axel-tripla Toeloop és dubla Axel-tripla Salchow kombinációkat is. Egyike azon kevés korcsolyázónak, akik ugrásaikat és forgásaikat is az óramutató járásával megegyezően végzik. Nagyon gyors korcsolyázó.
2010 decemberében az ISU világranglistáján a 3. helyen áll.

## Szponzorok
Carolina szponzorai az Asics, Herbalife, Grissin Bon, Torino Olimpiai Park és Lancia Fiat. A jelenlegi és előző hivatalos támogatók pedig Maybelline, L'Oréal Professionnel, Fratelli Rossetti, Damiani és az Iceberg.
2010-ig a híres divattervező, Roberto Cavalli is a támogatója volt, ő tervezte a versenyeken viselt kosztümjeit is.
Carolina a 2010/2011-es szezonban az Iceberg által tervezett kosztümöket viseli.

## Adatok a sportolóról
Magassága: 169 cm

Edzője: Michael Huth

Korábbi edzői: Frank Caroll, Christa Fassi, Eduardo de Bernardis, Friedrich Juricek

Koreográfusa: Lori Nichol

Korábbi koreográfusai: Kurt Browning, Megan Smith

## Programok

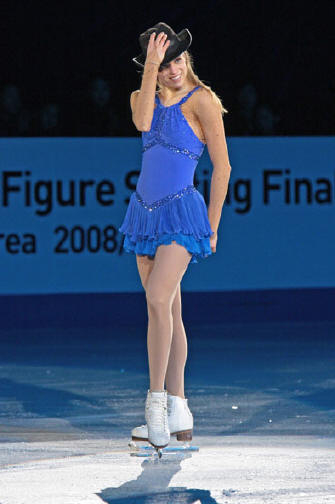
Carolina a 2008-2009 Grand Prix döntő gáláján

| Szezon    | Rövidprogram | Kűr | Gála program                                                             |
| --------- | --- | --- | ------------------------------------------------------------------------ |
| 2010-2011 | Galicia Flamenco Gino d'Auri koreográfus: Lori Nichol                                                                | Prélude à l'après-midi d'un faune Claude Debussy koreográfus: Lori Nichol                                                                 | Heavy Cross                                                              |
| 2009-2010 | Nocturne in C Sharp Minor, No. 20 Frédéric Chopin Violin Concerto Pjotr Iljics Csajkovszkij koreográfus: Lori Nichol | Air on the G String Johann Sebastian Bach Cello Concerto Antonio Vivaldi koreográfus: Lori Nichol                                         | Ain't No Sunshine Bill Withers                                           |
| 2008-2009 | Mujer Sola Canaro en Paris Tango Lorca koreográfus: Lori Nichol                                                      | Black Swan Pas de Deux Hattyúk tava Pjotr Iljics Csajkovszkij koreográfus: Lori Nichol Dumky Trio Antonín Dvořák koreográfus: Lori Nichol | A Te Lorenzo Jovanotti Come Sei Veramente Angelo Ribelle Giovanni Allevi |
| 2007-2008 | Riders on the Storm The Doors koreográfus: Lori Nichol                                                               | Dumky Trio Antonín Dvořák koreográfus: Lori Nichol                                                                                        | Panic Giovanni Allevi You Are A Woman Bonnie Tyler                       |
| 2006-2007 | Variations on the Canon in D Johann Pachelbel koreográfus: Lori Nichol                                               | Egy gésa emlékiratai John Williams koreográfus: Lori Nichol                                                                               | Solamente per Carolina Robert Werner                                     |
| 2005-2006 | Gabriel's Oboe A misszió film betétdala Ennio Morricone koreográfus: Kurt Browning                                   | Tél - Négy évszak Antonio Vivaldi koreográfus: Kurt Browning                                                                              | Ave Maria Charles Gounod és Filippa Giordano                             |
| 2004-2005 | Country betétdal George Winston koreográfus: Kurt Browning                                                           | Piano Concerto No 1 and 3 Sergei Prokofiev koreográfus: Kurt Browning                                                                     | Fly Celine Dion                                                          |
| 2003-2004 | Song from a Secret Garden Rolf Lovland                                                                               | Violin Fantasy on Puccini's Turandot Vanessa Mae                                                                                          | Je t'aime encore Celine Dion                                             |
| 2002-2003 | Variations on the Canon in D Johann Pachelbel                                                                        | Papa, ugye hallasz? Schindler listája Far and Away Itzhak Perlman                                                                         | But I Do Love You The Right Kind of Wrong Leann Rimes                    |

## Eredmények

### 2005 után
| Verseny                                 | 2005-2006 | 2006-2007 | 2007-2008 | 2008-2009 | 2009-2010 | 2010-2011 |
| --------------------------------------- | --------- | --------- | --------- | --------- | --------- | --------- |
| Téli Olimpiai Játékok                   | 9.        |           |           |           | 16.       |           |
| Műkorcsolya és Jégtánc Világbajnokság   | 12.       | 6.        | 2.        | 12.       | 6.        | 3.        |
| Műkorcsolya és Jégtánc Európa-bajnokság | 3.        | 1.        | 1.        | 2.        | 1.        | 2.        |
| Olasz bajnokság                         | 1.        | 1.        | WD        | 1.        | 2.        | 1.        |
| Grand Prix Döntő                        |           |           | 3.        | 3.        |           | 2.        |
| Trophée Eric Bompard                    |           |           |           |           | 6.        |           |
| Cup of China                            |           |           | 3.        |           | 6.        |           |
| Cup of Russia                           |           |           |           | 1.        |           |           |
| Skate Canada                            | 7.        |           |           | 4.        |           |           |
| Skate America                           |           |           |           |           |           | 3.        |
| NHK Trophy                              | 6.        |           | 1.        |           |           | 1.        |
| Karl Schäfer Memorial                   |           |           |           | 1.        |           |           |
| Nebelhorn Trophy                        |           |           | 1.        |           |           |           |
| Finlandia Trophy                        |           |           | 3.        |           |           |           |
| Merano Cup                              |           |           |           |           | 1.        |           |

- WD = sérülés miatt nem indult

### 2005 előtt
| Verseny                                        | 2000-2001 | 2001-2002 | 2002-2003 | 2003-2004 | 2004-2005 |
| ---------------------------------------------- | --------- | --------- | --------- | --------- | --------- |
| Műkorcsolya és Jégtánc Világbajnokság          |           |           | 10.       | 5.        | 3.        |
| Műkorcsolya és Jégtánc Európa-bajnokság        |           |           | 4.        | 5.        | 7.        |
| Műkorcsolya és Jégtánc Junior Világbajnokság   | 11.       | 10.       | 3.        |           |           |
| Olasz bajnokság                                | 1. J.     |           | 1.        | 2.        | 1.        |
| Cup of Russia                                  |           |           |           |           | 7.        |
| Skate America                                  |           |           |           |           | 5.        |
| Trophee Eric Bompard                           |           |           |           |           | 2.        |
| Bofrost Cup on Ice                             |           |           |           | 4.        |           |
| Finlandia Trophy                               |           |           |           | 4.        |           |
| Nebelhorn Trophy                               |           |           | 1.        |           |           |
| Ondrej Nepela Memorial                         |           |           | 1.        |           |           |
| 2002-2003 ISU Junior Grand Prix Döntő          |           |           | 2.        |           |           |
| 2002-2003 ISU Junior Grand Prix, Franciaország |           |           | 1.        |           |           |
| 2002-2003 ISU Junior Grand Prix, Kína          |           |           | 4.        |           |           |
| 2001-2002 ISU Junior Grand Prix, Olaszország   |           | 6.        |           |           |           |
| 2001-2002 ISU Junior Grand Prix, Lengyelország |           | 4.        |           |           |           |
| 2000-2001 ISU Junior Grand Prix, Norvégia      | 9.        |           |           |           |           |
| 2000-2001 ISU Junior Grand Prix, Németország   | 7.        |           |           |           |           |
| Dragon Trophy                                  |           |           | 1.        |           |           |
| Gardena Spring Trophy                          |           | 4.        |           |           |           |

- J = Junior bajnokság